# Frank Tétart
Frank Tétart (1968) es un germanista francés, doctor en geopolítica del Instituto Francés de Geopolítica (Universidad de París 8 (« Vincennes en Saint-Denis »), diplomado en Relaciones Internacionales de la Universidad de París I Panthéon-Sorbonne, y además ensayista.

## Biografía
Estudió en la Universidad de París 8, y es maestro de conferencias en el Instituto de Estudios Políticos de París, donde enseña sobre asuntos políticos en general, en especial cuestiones vinculadas con la geografía y con las dinámicas geoeconómicas y geopolíticas en el Golfo Pérsico. También es docente en el Instituto Europeo (IEUG) de la Universidad de Ginebra, así como en el Magistère de Relations Internationales (Paris 1) Archivado el 19 de noviembre de 2011 en Wayback Machine..
Desde 2009 trabaja para el Grupo Areion (primer editor francés de prensa especializada en asuntos internacionales y estratégicos), donde se desempeña como redactor en jefe delegado de la Revista Moyen-Orient (cuyo primer número apareció en julio de 2009). Desde julio de 2010 también trabaja para la revista geopolítica Carto.
Tétart también es uno de los coautores de la emisión televisiva Le Dessous des cartes, programa creado y dirigido por Jean-Christophe Victor.

## Trabajos
Sus trabajos de investigación fundamentalmente se refieren a Europa Central y Europa del Este, el Golfo Pérsico, y Rusia (el enclave ruso Kaliningrad fue el tema de su tesis).
Publicó numerosos artículos sobre Kaliningrad así como sobre el turismo en la Antártida, y también participó en varias obras colectivas sobre la geopolítica en Europa así como sobre la mundialización.
Su última obra trata de los nacionalismos regionales en Europa.
Las reivindicaciones nacionales están en efecto en el corazón de la actualidad, como por ejemplo lo testimonian los ejemplos de Osetia del Sur, Kosovo, País Vasco, Escocia, o Flandes. Con raíces en el siglo XIX, el despertar de las nacionalidades en ese tiempo, dio un fuerte impulso al surgimiento de diversos Estados-nación, efervescencia que incluso se prolonga a nuestros días (lo que es esencial para comprender las relaciones entre territorio, población y Estado.

## Publicaciones
- Le dessous des cartes - Atlas géopolitique, con Jean-Christophe Victor y Virginie Raisson; Éditions Tallandier, 2005
- Le dessous des cartes - Atlas d'un monde qui change, con Jean-Christophe Victor y Virginie Raisson; Éditions Tallandier, 2007
- Géopolitique de Kaliningrad; Presses Universitaires Paris-Sorbonne, colección Mondes contemporains (2007); isbn=978-2840504863
- Nationalismes régionaux. Un défi pour l'Europe; Éditeur De Boeck (2009).